# Lathe of Heaven
Lathe of Heaven ist ein Jazzalbum von Mark Turner. Die im Juni 2013 entstandenen Aufnahmen erschienen 2014 auf ECM Records. Es war Turners erster Auftritt beim ECM-Label.

## Hintergrund
Nach seinem Debütalbum Yam Yam, das Mark Turner Ende 1994 in Quintettbesetzung (mit Seamus Blake, Kurt Rosenwinkel, Brad Mehldau, Larry Grenadier, Jorge Rossy) eingespielt hatte, legte der Saxophonist in den folgenden Jahren weitere Produktionen unter eigenem Namen bei Labeln wie Warner Bros. Records, SteepleChase Records und Savoy Records vor, zudem zwei Alben mit seinem Trio Fly, mit Larry Grenadier und Jeff Ballard. Des Weiteren war er in der Zwischenzeit unter anderem als Sideman bei Kurt Rosenwinkel, Enrico Rava und David Binney aufgetreten.
Für Lathe of Heaven, sein erstes Soloalbum als Bandleader seit 13 Jahren, nutzte Turner die Gelegenheit, die wachsende Zahl von New Yorker Musikern zu erweitern, die in den letzten Jahren für ECM rekrutiert wurden; Trompeter Avishai Cohen, Bassist Joe Martin und Schlagzeuger Marcus Gilmore hatten alle ihre erste Auftritte auf dem ECM-Label mit diesem Album. Turner konzentriert sich ausschließlich auf seine eigenen Kompositionen und bringt vier neue Stücke in die Session ein, zusätzlich zu zwei zuvor aufgenommenen Stücken. Die Interaktionen innerhalb der Gruppe, insbesondere zwischen Turner und dem Trompeter Avishai Cohen, seien in ihrer Methodik traditionell, notierte Karl Ackermann, wobei die Melodie durch fast allgegenwärtige und komplizierte Improvisationen beibehalten werde. Ohne ein Harmonieinstrument zu nutzen, liefert Turner die Gesamttextur dieser Stücke, indem er die gesamte Bandbreite des Tenorsaxophons in seinen Kompositionen nutze.
Das Album ist nach einem Science-Fiction-Roman von Ursula K. Le Guin benannt (Die Geißel des Himmels).

## Titelliste
- Mark Turner: Lathe of Heaven (ECM 2357, ECM B0021449-02)[3]
  1. Lathe of Heaven – 6:40
  2. Year of the Rabbit – 12:20
  3. Ethan’s Line – 8:01
  4. The Edenist – 8:11
  5. Sonnet For Stevie – 12:57
  6. Brother Sister 2 – 10:09
- Die Kompositionen stammen von Mark Turner.

## Rezeption
Nach Ansicht von Karl Ackermann, der das Album in All About Jazz rezensierte, verlange die Musik auf Lathe of Heaven von seinen Musikern eine pluralistische Intelligenz, um die lyrischen Kernmelodien trotz allgegenwärtiger Improvisation aufrechtzuerhalten. Die stets präsente Rhythmusgruppe von Martin und Schlagzeuger Marcus Gilmore übernehme gekonnt die Aufgabe, die Musik geerdet, aber flexibel zu halten. Dies sei eine literarische Sammlung klar artikulierter Ideen, frei von Pyrotechnik, aber voller heimlicher Passagen, Emotionen und Harmonie.

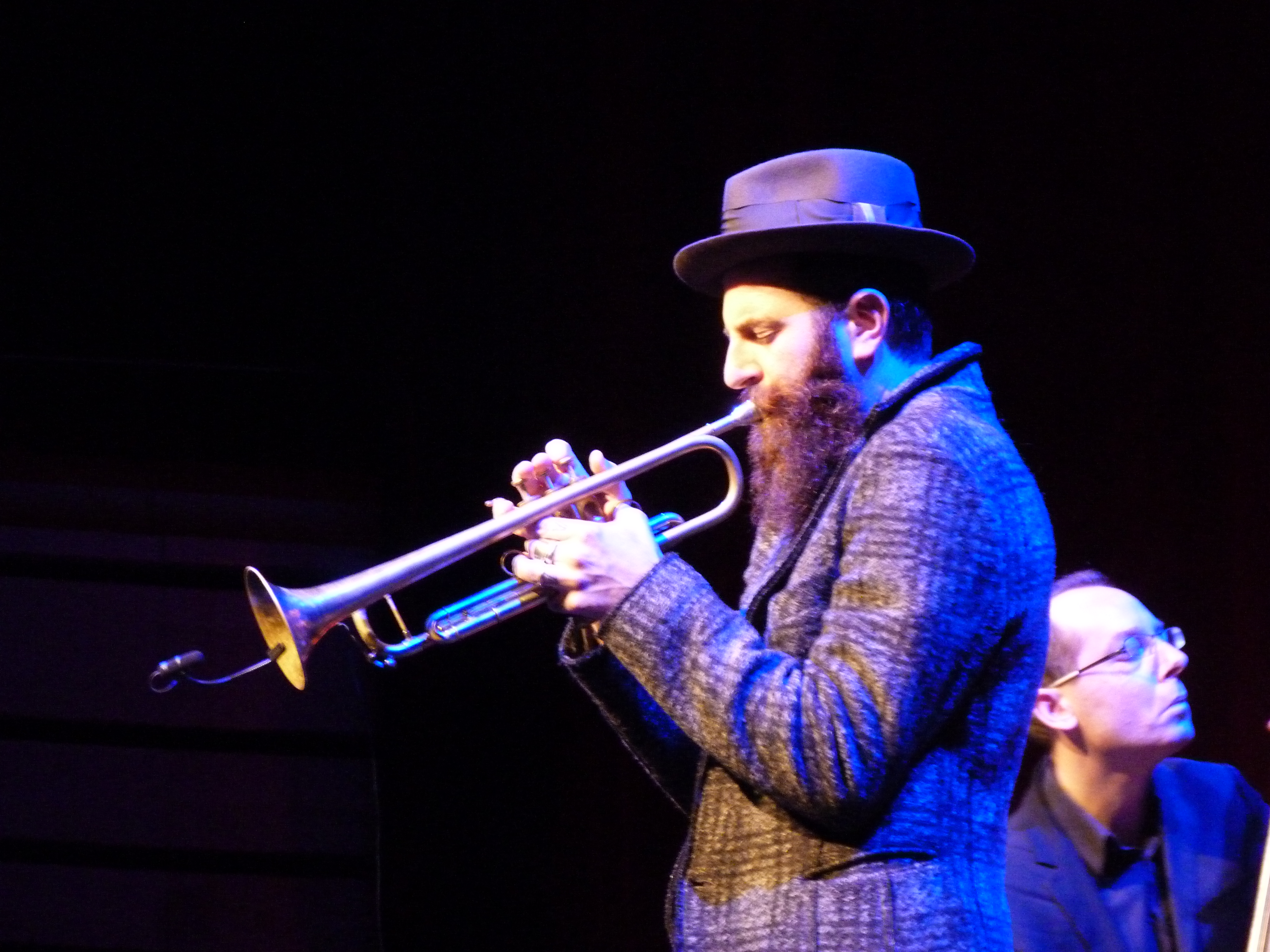
Avishai Cohen bei einem Auftritt mit seiner Band Triveni bei der World Music Expo 2015. Im Bild rechts Bassist Yoni Zelnik

Wenn es kein akkordisches Instrument gibt, schrieb John Kelman in All About Jazz, gebe es sowohl eine größere Möglichkeit zum Erkunden, frei von vordefinierten Obertönen, als auch eine größere Verantwortung, da die Bläser völlig freigelegt sind. Dass Turner und Cohen über umfangreiche Erfahrungen in akkordlosen Trio-Kontexten verfügen – Turner mit Fly und Avishai Cohen in seinem eigenen Trio (Dark Nights, 2014) – bedeute, dass sie beide die Verantwortung verstehen, vertikale harmonische Kontexte in Zusammenarbeit mit Martin und Gilmore zu schaffen (deren melodische Fähigkeiten hier besonders zur Geltung kommen) und die Notwendigkeit, dem Ton und Timbre besondere Aufmerksamkeit zu schenken. So intellektuell Turners Musik auch sein mag und so bedacht seine kompositorischen Konstruktionen sind – oft aus kleinsten Konzepten überraschende Bedeutung schöpfen – schaffe es Lathe of Heaven, die Seele ebenso zu bewegen wie den Geist herauszufordern. Tiefgründig, düster und immer wieder ersetzende Implikationen für den offenen Expressionismus, ist es genau diese Spannung, die Turners Quartett erzeuge – meistens auf unerwartete Weise auflösend –, die das Album des Saxophonisten zu einem feiernswerten mache.
Michael J. West schrieb in JazzTimes, auch intellektuell orientierte Musiker wie Mark Turner müssten sich emotional mit ihrem Publikum verbinden, doch mit dieser Aufgabe tue sich auf Lathe of Heaven der kopflastige Tenorsaxophonist schwer. Das Album zeige ein Dilemma auf, das sein Vorgänger Dharma Days von 2001 nur angedeutet habe: Turner verfüge zwar über die technischen Werkzeuge, um Spannung in seiner Musik aufzubauen, scheitere jedoch daran, sie zuordenbar zu machen. Die komponierten Melodien würden häufiger als die Improvisationen gelingen, so der Autor. „Year of the Rabbit“ beginnt mit einem 5/4-Takt-Ostinato von Bassist Joe Martin und Schlagzeuger Marcus Gilmore, das ein Mysterium heraufbeschwöre, das bereits kraftvoll klinge, bevor Turner und Trompeter Avishai Cohen es mit ihren Harmonien zum Hauptthema noch verstärken. Doch dies löse sich mit dem 4/4-Sekundärthema auf, und durch die Soli von Cohen und Turner set die Musik schwerfällig und leer geworden.

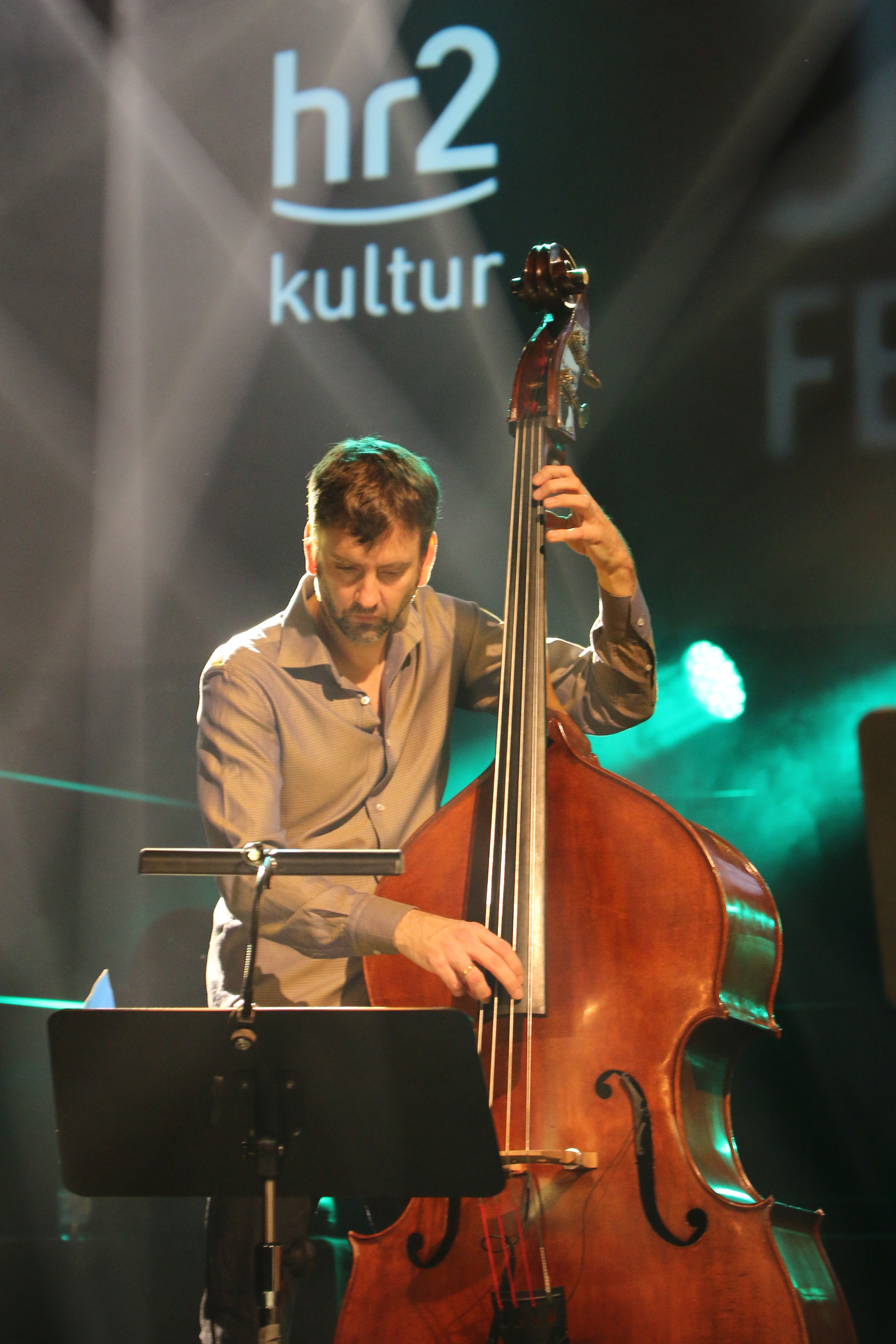
Joe Martin mit dem Mark Turner Quartett beim Deutschen Jazzfestival in Frankfurt 2015

schrieb im Guardian, spiegle dieses Album eine Ornette Coleman ähnliche Vorliebe für polyphones Zusammenspiel wider. Avishai Cohens makellose weite Register würden ihn zum idealen Dialogpartner für den Saxophonisten machen. Avishai Cohen (dem New Yorker Trompeter, nicht dem Komponisten-Bassisten), dessen makelloses weite Register ihn zum idealen Turner-Gesprächspartner macht. Parallel dazu lieferten die Percussion- und Basslines von Marcus Gilmore und Joe Martin atemlos geschäftiges Begleitungspiel, das die kreative Spannung dramatisch steigere. Zu den Höhepunkten des Albums zählt der Autor „Ethan’s Line“, in dem sich auf wunderbare Weise Holzblas- und Blechbläserinstrument vermischen, und ebenfalls „The Edenist“ sei ein anmutiger, glänzender Spaziergang von zwei Bläsern über einen Walking-Bass. Insgesamt klinge das Album manchmal so, als ob Birth of the Cool-Melodien über einem rhythmischen Konzept des 21.
Jahrhunderts strömten.
Matt Collar verlieh dem Album in Allmusic vier Sterne und schrieb, Turner habe einen ensemblebasierten Zugang zum Jazz entwickelt, der sowohl traditionelle als auch avantgardistische Jazzkonventionen auf Schritt und Tritt umgehe. Auch wenn die Ästhetik von Turners Kompositionen in Richtung Free Jazz tendiere (und es gibt sicherlich Momente ungezügelter freier Improvisation und Gruppeninteraktionen auf dem Album), sei Lathe of Heaven merklich frei von instrumentalen Geräuschen, die oft mit freieren Formen des Jazz in Verbindung gebracht werden. Stattdessen sei Turners Musik formal, minimalistisch, ohne frenetischen Bebop oder Blues-basierter Flexion, und er konzentriere sich hauptsächlich auf lange melodische Aussagen, die der Saxophonist mit Avishai Cohen oft in harmonisiertem Kontrapunkt spiele. Dies sei eine zutiefst meditative, intellektuelle Musik, die sich jeder Kategorisierung entziehe und gleichzeitig an so unterschiedliche Marksteine wie Kenny Wheeler der 1970er, Ornette Coleman der 1960er und den lyrischen Westküsten-Cool Jazz der 1950er Jahre des klavierlosen Quartetts von Chet Baker und Gerry Mulligan erinnere.